# レッドテールキャットフィッシュ
レッドテールキャットフィッシュ（学名: Phractocephalus hemioliopterus、英: redtail catfish）は、ナマズ目ピメロドゥス科に属する淡水魚である。独自の標準和名は確立しておらず、観賞魚としてのインボイス名でもあるこの英名が日本国内での主要な呼称となっている。レッドテールキャットと略称されることも多い。原産地の言葉ではピララーラ（pirarara）と呼ばれる。
体長は最大約180 cm、体重は最大56kg。熱帯産大型ナマズの人気種であり、ペットショップでは5 cm程の幼魚が出回っている事が多い。なお、21世紀現在、タイガーショベルなどの他の大型ナマズとの交雑個体が作出されるようになっている。

## 分布
アマゾン川、オリノコ川の流域。

## 形態
赤みのある尾びれが名前の由来となっている。背中側は黒から灰色で、頭部から鰓蓋の付近にかけて黒い斑点が入る。腹面は白くなるが成長すると腹びれの周辺が黒化する場合もある。黒い部分と白い部分は明瞭に染め分けられる。頭部は丸く、巨大な口と6本のひげが特徴。また、脂鰭がある。

## 飼育
非常に丈夫な性質と愛嬌のある外見からペットとして人気がある。飼育そのものは容易だが、成長の早さと最終的なサイズを考慮するとかなり大掛かりな設備が必要となる。攻撃性が強く、自分に近い大きさの魚でも大きな口で飲み込んでしまう。レッドテールキャット自身にとっても窒息や消化器の閉塞の恐れがあるために、他の魚との同居は慎重さを必要とする。